# Europacup II hockey vrouwen 2007
De 17de editie van de Europacup II voor vrouwen werd gehouden van 5 april tot en met 8 april 2007 in Madrid. Er deden acht teams mee, verdeeld over twee poules. Club de Campo won deze editie van de Europacup II.

## Poule-indeling

### Poule A
- Amsterdam H&BC
- Viktoria Smolevichi
- Club de Campo de Madrid
- Libertas San Saba

### Poule B
- Stadion Rot-Weiss Köln
- Canterbury LHC
- Glasgow En-Croute Western
- Old Alexandra

## Poulewedstrijden

### Donderdag 5 april 2007
- 10.00 B Stadion Rot-Weiss Köln - Old Alex (1-1) 3-1
- 12.00 B Canterbury LHC - Glasgow En-Croute W (4-0) 5-0
- 14.30 A Amsterdam H&BC - HF Libertas san Saba (2-0) 4-1
- 16.00 A Viktoria Smolevichi - Club de Campo (0-2) 0-5

### Vrijdag 6 april 2007
- 10.00 B Stadion Rot-Weiss - Glasgow En-Croute W (1-1) 3-1
- 12.00 B Canterbury LHC - Old Alex (1-0) 3-0
- 14.30 A Viktoria Smolevichi - HF Libertas san Saba (0-0) 2-0
- 16.00 A Amsterdam H&BC - Club de Campo (1-1) 1-1

### Zaterdag 7 april 2007
- 10.00 B Glasgow En-Croute W - Old Alex (2-1) 4-1
- 12.00 B Stadion Rot-Weiss - Canterbury LHC (1-1) 2-1
- 14.30 A Amsterdam H&BC - Viktoria Smolevichi (6-0) 9-0
- 16.00 A Club de Campo - HF Libertas san Saba (3-0) 8-0

## Uitslag poules

### Uitslag poule A
1. Club de Campo (7)
2. Amsterdam H&BC (7)
3. Viktoria Smolevichi (3)
4. Libertas san Saba (0)

### Uitslag poule B
1. Stadion Rot-Weiss Koln (9)
2. Canterbury LHC (6)
3. Glasgow En-Croute Western (3)
4. Old Alex (0)

## Finales

### Zondag 8 april 2007
- 09.00 4e A - 3e B Libertas san Saba - Glasgow En-croute W. (1-2) 1-3
- 11.15 3e A - 4e B Viktoria Smolevichi - Old Alex (0-1) 1-1
- 13.30 2e A - 2e B Amsterdam H&BC - Canterbury LHC (1-1) 2-1
- 15.45 1e A - 1e B Club de Campo - Stadion Rot-Weiss Koln 3-1 (1-0)

## Einduitslag
1.  Club de Campo 

2.  Stadion Rot-Weiss Koln 

3.  Amsterdam H&BC 

4.  Canterbury LHC 

5.  Glasgow En-Croute Western 

5.  Viktoria Smolevichi 

7.  Old Alexandra 

7.  Libertas san Saba 

Mannen:
1990 ·
Terrassa 1991 ·
Vught 1992 ·
Birmingham 1993 ·
Terrassa 1994 ·
Cagliari 1995 ·
Den Haag 1996 ·
Reading 1997 ·
's-Hertogenbosch 1998 ·
Amsterdam 1999 ·
Terrassa 2000 ·
's-Hertogenbosch 2001 ·
Eindhoven 2002 ·
Terrassa 2003 ·
Eindhoven 2004 ·
Lille 2005 ·
Reading 2006 ·
Madrid 2007 

Opgegaan in de Euro Hockey League
Vrouwen:
1991 ·
Vught 1992 ·
Birmingham 1993 ·
Cardiff 1994 ·
Groningen 1995 ·
Rotterdam 1996 ·
Utrecht 1997 ·
Leuven 1998 ·
Terrassa 1999 ·
Keulen 2000 ·
Rome 2001 ·
Ourense 2002 ·
Rotterdam 2003 ·
Laren 2004 ·
Keulen 2005 ·
Edinburgh 2006 ·
Madrid 2007 ·
Parijs 2008 ·
Manchester 2009

Opgegaan in de Europcacup I